# Anchytarsus folliculipalpus
Anchytarsus folliculipalpus là một loài bọ cánh cứng trong họ Ptilodactylidae. Loài này được Stribling miêu tả khoa học năm 1986.